# Vicario episcopal
El de vicario episcopal es un oficio con potestad ordinaria, vicaría y administrativa, similar a la del vicario general, pero el vicario episcopal asiste al obispo en el gobierno de una porción de una diócesis o circunscripción eclesiástica, en materias específicas o para personas con determinadas características, o fieles de un determinado rito o agrupación. En el nombramiento se define con claridad el ámbito de su competencia. Tiene la condición de ordinario del lugar.
El vicario episcopal debe informar al obispo diocesano sobre los asuntos más importantes, y nunca actuará contra la voluntad e intenciones del obispo.
Debe tener al menos treinta años de edad, ser doctor o experto en derecho canónico o teología, digno de confianza y de sana doctrina y experiencia en la gestión de asuntos.
Para coordinar la actividad entre los vicarios episcopales y con el vicario general, el obispo puede constituir un consejo episcopal.
Las diferencias con el vicario general, además de la determinación de la competencia, son fundamentalmente las siguientes: que la figura del vicario episcopal no es obligatoria en toda diócesis; que habitualmente hay más de uno (el vicario general suele ser único, aunque podría haber más por razones pastorales); y que el vicario episcopal que no es obispo auxiliar es nombrado solo para un cierto tiempo.
Cesa la potestad del vicario episcopal al cumplirse el tiempo de su mandato, por renuncia, y si no es obispo auxiliar, por remoción intimada por el obispo o cuando la sede episcopal queda vacante.